# Scotolemon roeweri
Scotolemon roeweri is een hooiwagen uit de familie Phalangodidae.